# NGC 107
NGC 107 è una galassia a spirale (secondo il sito NASA/IPAC) o a spirale barrata (come riportato da Seligman in base alle immagini SDSS e da Wolfgang Steinicke che la classifica come Sbc) situata nella costellazione della Balena.
La galassia è stata scoperta il 14 gennaio 1886 dall'astronomo russo di nascita, ma naturalizzato americano, Otto Struve.
La sua distanza dal nostro sistema solare è stimata in circa 280 milioni di anni luce e ha una magnitudine apparente di 14,2. NGC 107 presenta una larga riga a 21 cm dell'idrogeno neutro.